# Contern
Contern (lb. Conter) − miejscowość i gmina (gemeng / commune / Gemeinde) w południowym Luksemburgu, w kantonie Luksemburg. Do 3 października 2015 gmina leżała w dystrykcie Luksemburg. Siedziba administracyjna gminy znajduje się w miejscowości Contern. Liczy 4374 mieszkańców (1 stycznia 2023). 

## Podział administracyjny
Do gminy należy 13 miejscowości, w tym cztery (Uertschaft) oraz dziewięć lieu-dit:
1. Bruecherhof (Bricherhaff), lieu-dit
2. Brüchermühle (Brichermillen), lieu-dit
3. Conter-Barrière, lieu-dit
4. Contern (Conter)
5. Éiter Millen, lieu-dit
6. Kackerterhaff, lieu-dit
7. Kroentgeshof (Kréintgeshaff / Kröntgeshof), lieu-dit
8. Marxeknupp, lieu-dit
9. Medingen (Méideng)
10. Moutfort (Mutfert / Mutfort)
11. Mühlbach (Millbech), lieu-dit
12. Oetrange (Éiter / Ötringen)
13. Pleitrange (Pläitreng / Pleitringen), lieu-dit